# Ruta Estatal de Alabama 37
La Ruta Estatal de Alabama 37, y abreviada SR 37 (en inglés: Alabama State Route 37) es una carretera estatal estadounidense ubicada en el estado de Alabama. La carretera inicia en el Sur desde la US 84 en Daleville, AL en sentido Norte hasta finalizar en el Tank Hill Gate en Fort Rucker. La carretera tiene una longitud de 1,24 km (0.77 mi).

## Mantenimiento
Al igual que las autopistas interestatales, y las rutas federales y el resto de carreteras estatales, la Ruta Estatal de Alabama 37 es administrada y mantenida por el Departamento de Transporte de Alabama por sus siglas en inglés ALDOT.